# 太平洋プレート

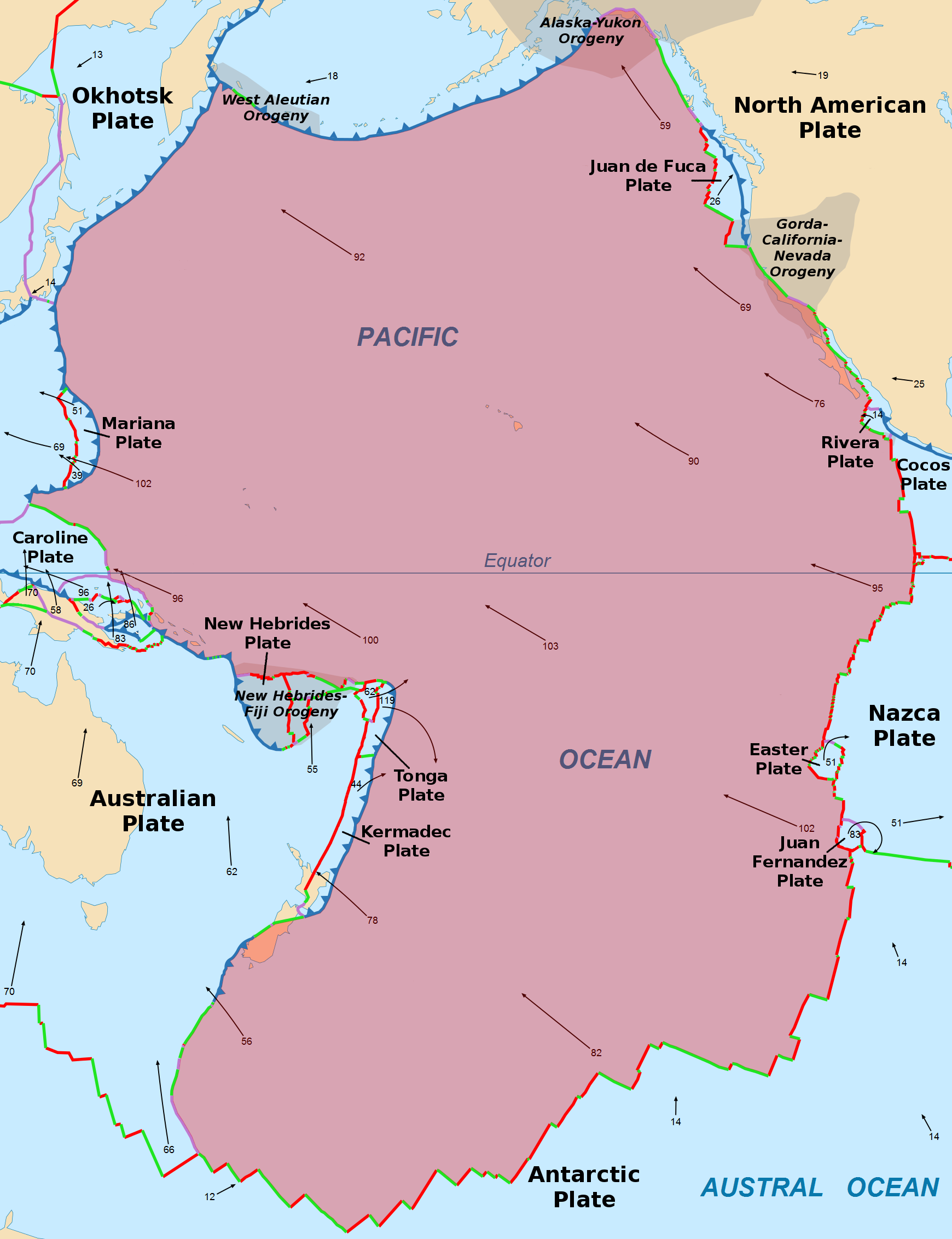
太平洋プレート

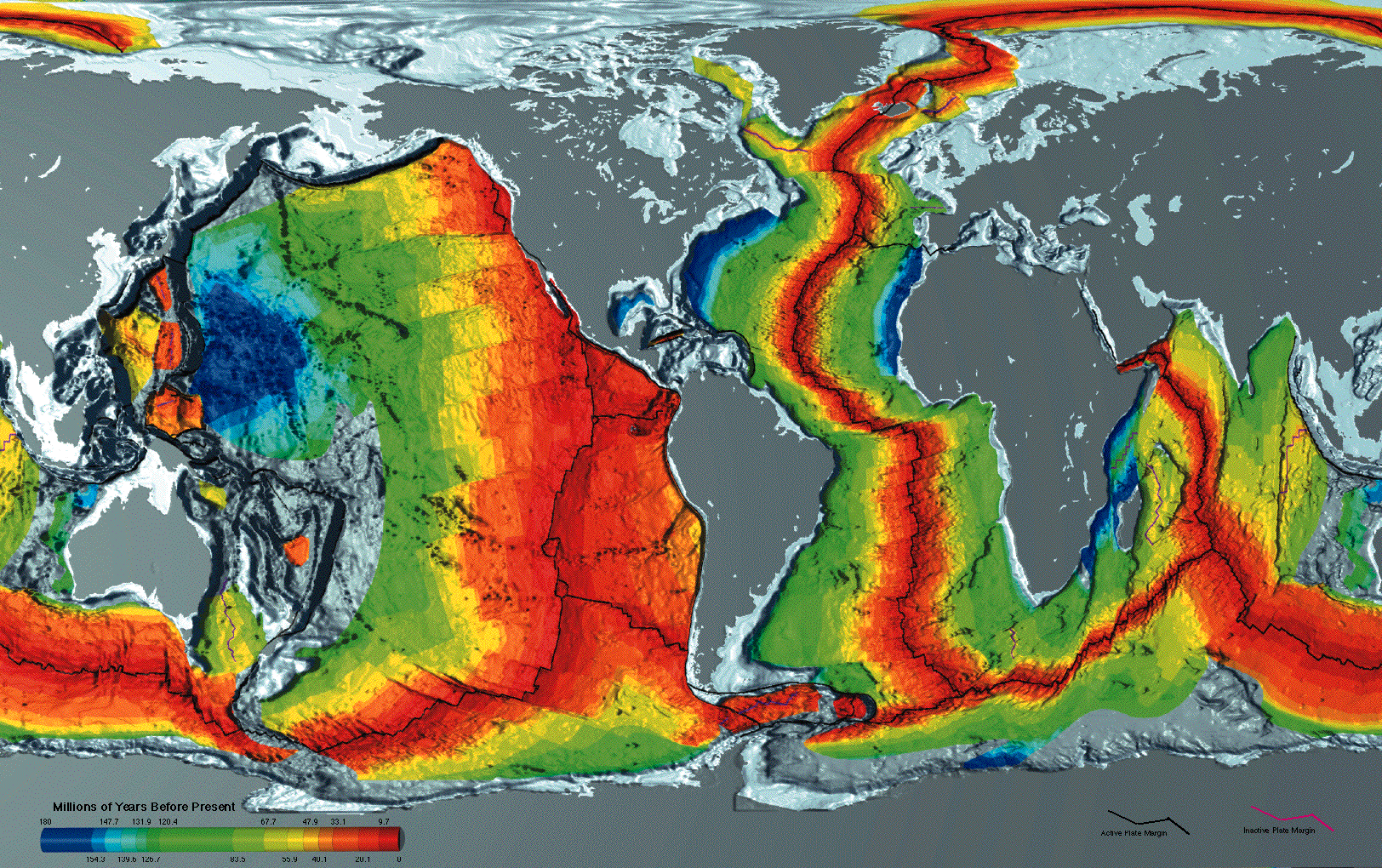
海洋プレートの年齢。北緯15度、東経155度付近は最も古い青色となっている。

太平洋プレート（たいへいようプレート、英: Pacific Plate）は、太平洋の海底の地殻及びマントル上方のリソスフェアを形成する海洋プレートである。

## 概要
南緯55度以南を東西に走る太平洋南極海嶺とチリ沖のイースター島からカリフォルニア湾まで連なる東太平洋海嶺を中央海嶺として約1.9億年前、すなわち中生代ジュラ紀のころに誕生し、拡大し続けたプレートである。現在北緯15度、東経155度（マリアナ海溝付近）にプレートの最古の部分が残されていると考えられている。
太平洋プレートの北半球のハワイ諸島の位置にはホットスポットがあり、太古の海底火山の列がハワイ諸島の北西延長線上から、くの字に折れ曲がるようにしてカムチャツカ半島の付け根・アリューシャン列島の方向へ向かって並んでいる。このうちハワイに近い位置のものは「ハワイ海嶺」、北緯33度あたりで北北東へ向かう海山の列を「天皇海山列」と呼んでいる。これはプレートの移動の歴史を示すもので、最初プレートが北に向かって移動していたものが西に移動するようになったことを示している。ホットスポットによって形成された海山の列の方向が変わったのは、インドプレートがユーラシアプレートにぶつかった4000万年前のこととする説が有力となっている。

## 周辺のプレートとの関係
- 北からアリューシャン海溝、千島海溝、日本海溝で北アメリカプレートにもぐりこんでいる。千島海溝や日本海溝が潜り込むプレートを北アメリカプレートと分離してオホーツクプレートと呼ぶこともある（この記事で使用している図など）。
- マリアナ海溝でフィリピン海プレートにもぐりこんでいる。
- インドネシア付近で、ハルマヘラ小プレートやシンギヘ小プレートなどお互いにずれ合っているユーラシアプレートにもぐりこんでいる。このためモルッカ諸島付近には、2列に火山が連なっている。
- オーストラリアプレートとは、ニュージーランドの南島やニューギニア島付近でぶつかり合い、ニュージーランド北島付近やトンガ海溝・ケルマディック海溝でもぐりこむ複雑な構造になっている。

参考文献